# 엘비오 반케로
엘비오 반케로(이탈리아어: Elvio Banchero ˈɛlvjo baŋˈkɛːro[*]; 1904년 4월 28일, 피에몬테 주 알레산드리아 ~ 1982년 1월 21일)는 이탈리아의 전 축구 선수로, 현역 시절 스트라이커로 활동했다. 그는 1928년 하계 올림픽에서 이탈리아 선수단 일원으로 참가했고, 동메달을 목에 걸었다.

## 클럽 경력
반케로는 알레산드리아 출신이다. 그는 7시즌 동안 세리에 A에서 제노바 1893, 로마, 바리, 그리고 알레산드리아 소속으로 7년을 활동(120경기 출전, 48골 득점)하였다.

## 국가대표팀 경력
반케로는 1928년 하계 올림픽 축구 종목에 이탈리아 선수단 일원으로 참가해 동메달을 목에 걸었다. 그는 11-3으로 대승을 거둔 이집트와의 경기에서 3골을 득점했고, 이 경기 승리로 대회를 3위로 마감했다. 그는 준우승을 거둔 1931-32년 중부 유럽 국제컵의 첫 경기에도 출전했다.

## 사생활
엘비오의 남동생 에토레 반케로도 프로 축구 선수로 활동했다. 둘을 구분하기 위해 엘비오는 반케로 1호(Banchero I)로, 에토레는 반케로 2호(Banchero II)로 불렸다.

## 수상

### 국가대표팀
이탈리아 국가대표팀
- 중부 유럽 국제컵 준우승: 1931-32
- 하계 올림픽 동메달: 1928